# Вега (острів)
Вега — невеликий острів біля узбережжя Антарктиди (точніше — Антарктичного півострова). Розташований на північний захід від Острова Джеймса Росса.

## Особливості
Острів був названий Отто Адольфом Еріком Норденшельдом на честь корабля, який зробив перше плавання через північно-східний шлях у 1878—1879 роках (експедиція «Веги»).
Острів є важливим місцезнаходженням для палеонтології. Так, на Вега були знайдені залишки птахів вегавісів, названих на честь острова. Також на острові були знайдені гадрозаврові плазуни, плезіозаври та мозазаври.